# Síndrome de Klumpke
El síndrome de Klumpke, también denominada parálisis de Klumpke o parálisis de Déjerine-Klumpke es una variedad de parálisis parcial que afecta a las raíces inferiores del plexo braquial (C7 hasta T1). Su nombre procede de la neuroanatónoma norteamericana Augusta Déjerine-Klumpke. Se trata de una enfermedad rara.

## Etiología
La parálisis de Klumpke es una forma de parálisis que implica los músculos del antebrazo la mano o morsa producida como resultado de una lesión de plexo braquial en la cual el nervio octavo cervicales (C8) y primer torácico (T1) son perjudicados antes o después de su unión en el tronco inferior. La parálisis consecuente afecta, principalmente, a los músculos intrínsecos de la mano y los músculos flexores de la muñeca y dedos. Los músculos pronadores del antebrazo y los flexores de la muñeca pueden estar implicados, al igual que los dilatadores del iris y los elevadores del párpado (ambos observados en el caso del síndrome asociado de Horner). 
La presentación clásica de la parálisis de Klumpke es la denominada "mano en garra" cuando se produce flexión y supinación del antebrazo, extensión de la muñeca, hiperextensión de las articulaciones metacarpofalángicas, y flexión de las articulaciones interfalángicas. Si el síndrome de Horner está presente, existirá miosis en el ojo afectado. La lesión puede ser resultado de dificultades durante el parto. El mecanismo etiológico más común es el de un parto vaginal traumático, producido por una distocia de hombros. El riesgo es mayor cuando la madre es pequeña o cuando el infante es de peso grande. La lesión puede ser resultado de la tracción que se da en un brazo atrapado. Estas lesiones deben ser distinguidas de las producidas en el plexo braquial superior, que también pueden ser resultado de un trauma durante el nacimiento, pero dar un síndrome diferente de debilidad llamada parálisis de Erb, que afecta al quinto y sexto nervio cervical (C5-76).

## Cuadro clínico
Los síntomas incluyen la mano en garra, la parálisis de los músculos intrínsecos de la mano, y el entumecimiento en la distribución del nervio cubital. Si afecta al primer nervio torácico puede causar el síndrome de Horner, con ptosis palpebral y miosis.